# Boguszów-Gorce
Boguszów-Gorce (deutsch Gottesberg-Rothenbach) ist eine seit 1973 zur Stadt erhobene Ortschaft im Powiat Wałbrzyski in der Woiwodschaft Niederschlesien in Polen. Sie ist Verwaltungssitz der Stadtgemeinde Boguszów. Die Doppelstadt Boguszów-Gorce entstand 1973 durch Zusammenlegung der bis dahin selbständigen Stadt Boguszów (Gottesberg) und der bis dahin ebenfalls selbständigen stadtähnlichen Ortschaft Gorce (Rothenbach).

## Geographische Lage
Die Stadt liegt in Niederschlesien im Osten des Waldenburger Berglandes, acht Kilometer südwestlich von Wałbrzych (Waldenburg). Nördlich liegt der 850 Meter hohe Sattelwald.
Nachbarorte sind Lubomin (Liebersdorf) im Norden, Konradów (Konradsthal) und Wałbrzych (Waldenburg) im Nordosten, Zagórze Śląskie (Kynau) im Osten, Jedlina-Zdrój (Bad Charlottenbrunn) im Südosten, Rybnica Leśna (Reimswaldau) und Unisław Śląski (Langwaltersdorf) im Südosten, Mieroszów (Friedland) im Süden, Krzeszów (Grüssau) und Grzędy (Konradswaldau) im Südwesten sowie Czarny Bór (Schwarzwaldau) und Kamienna Góra (Landeshut) im Westen.

## Geschichte

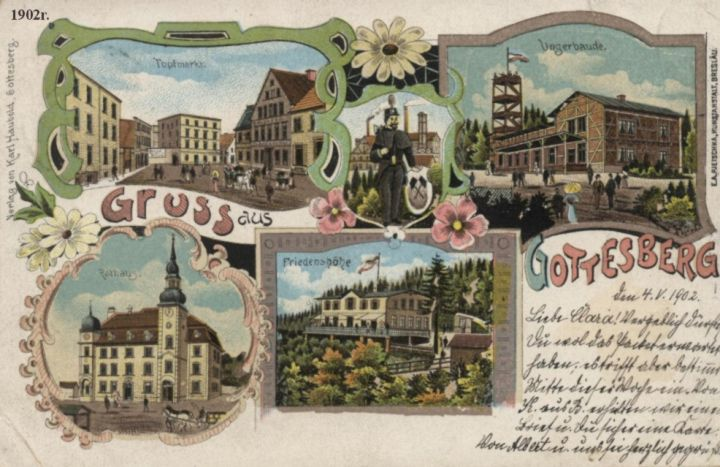
Bild-Postkarte von Gottesberg aus dem Jahr 1902

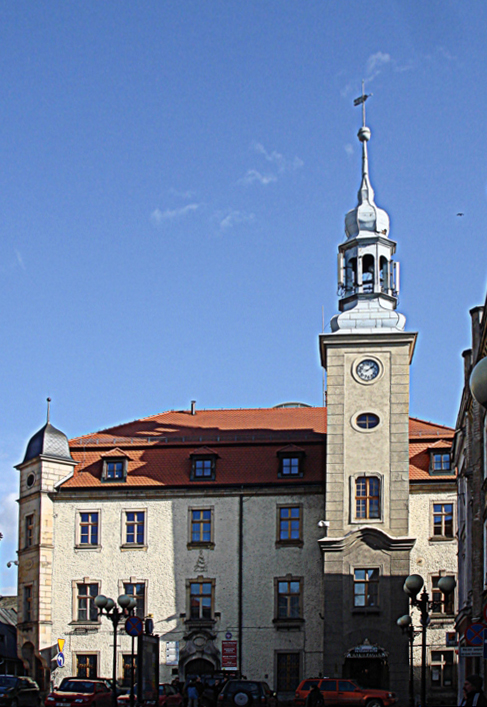
Rathaus

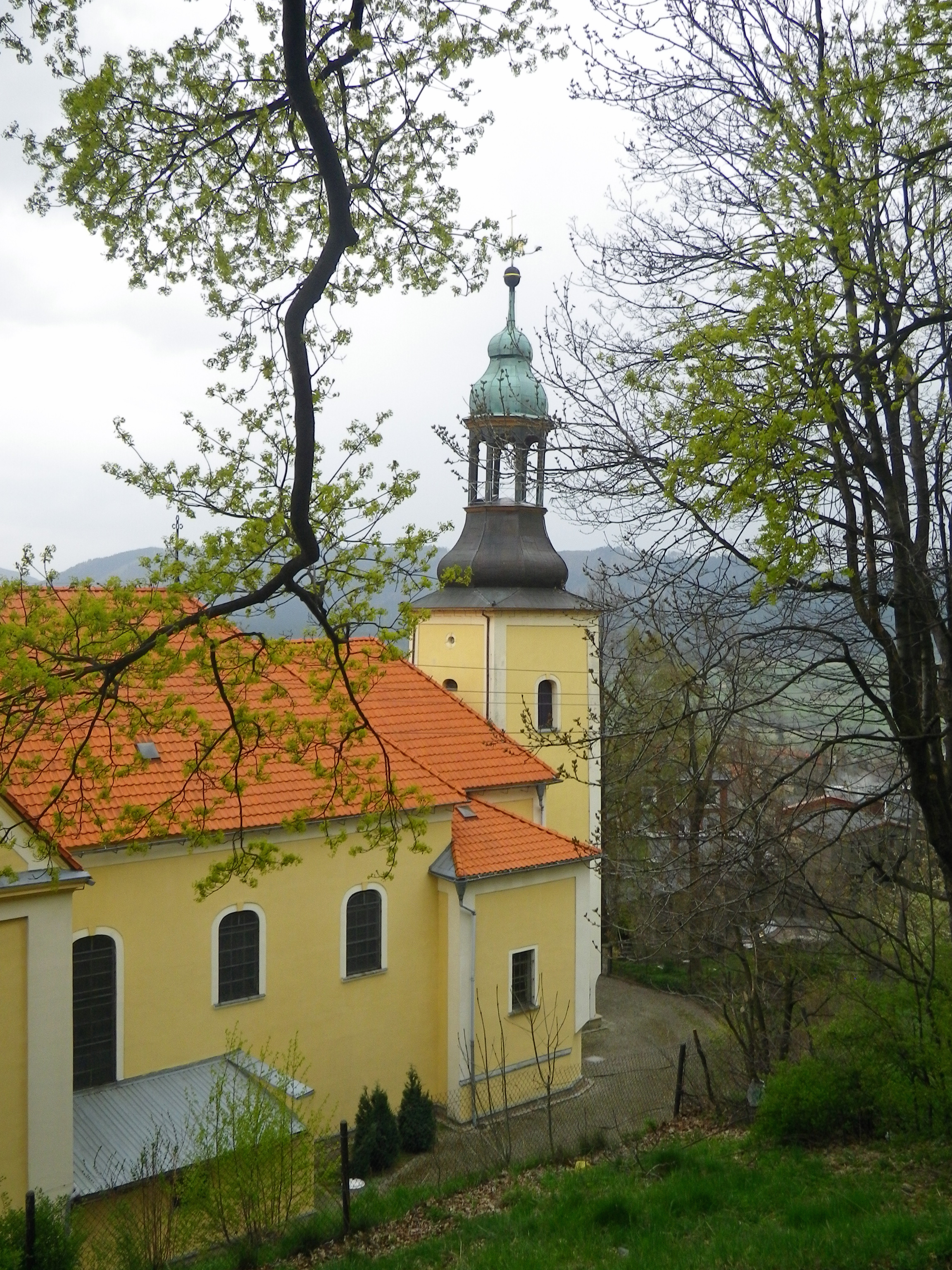
Heiliggeistkirche

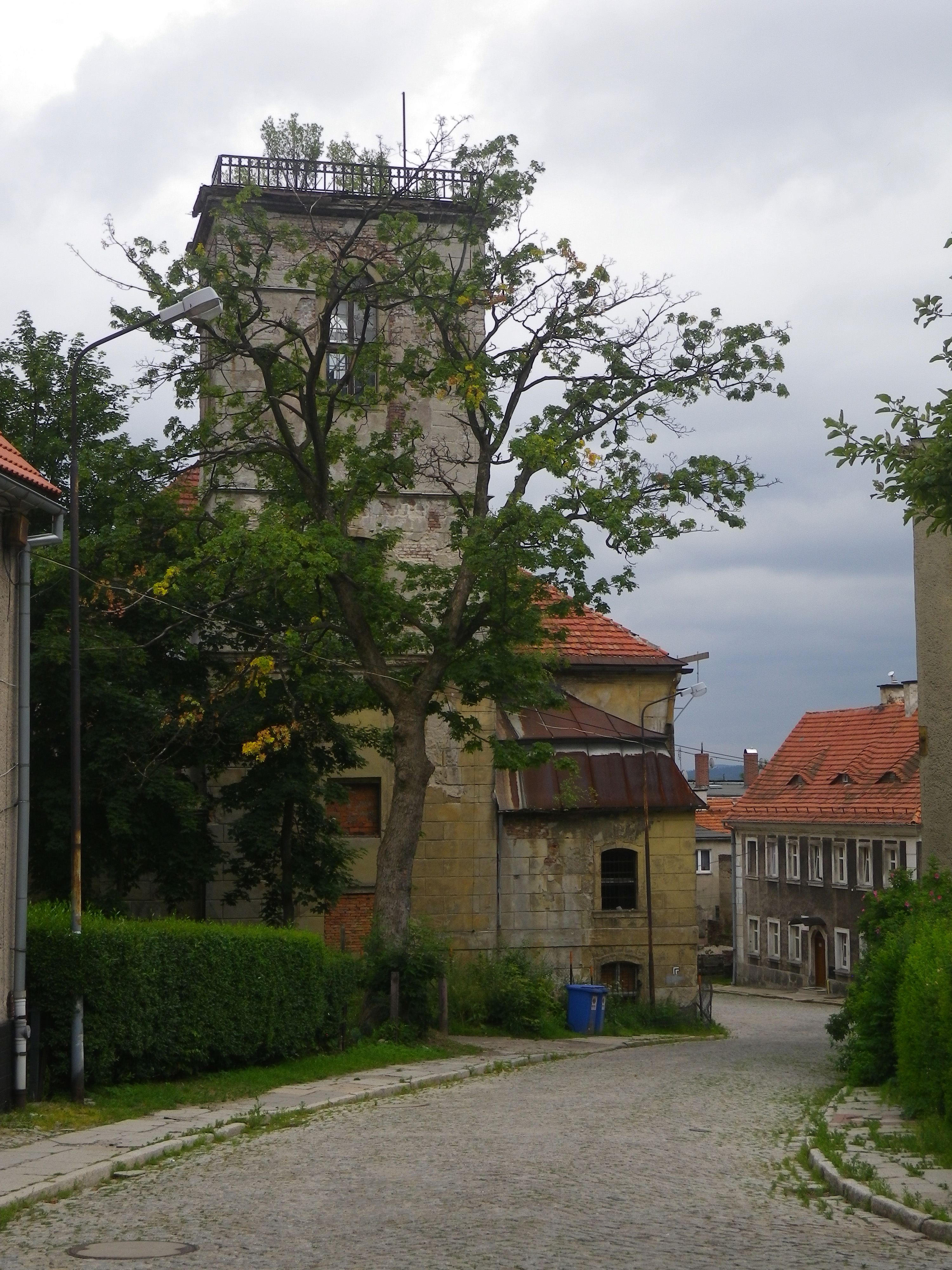
Evangelische Kirche (Aufnahme 2013)

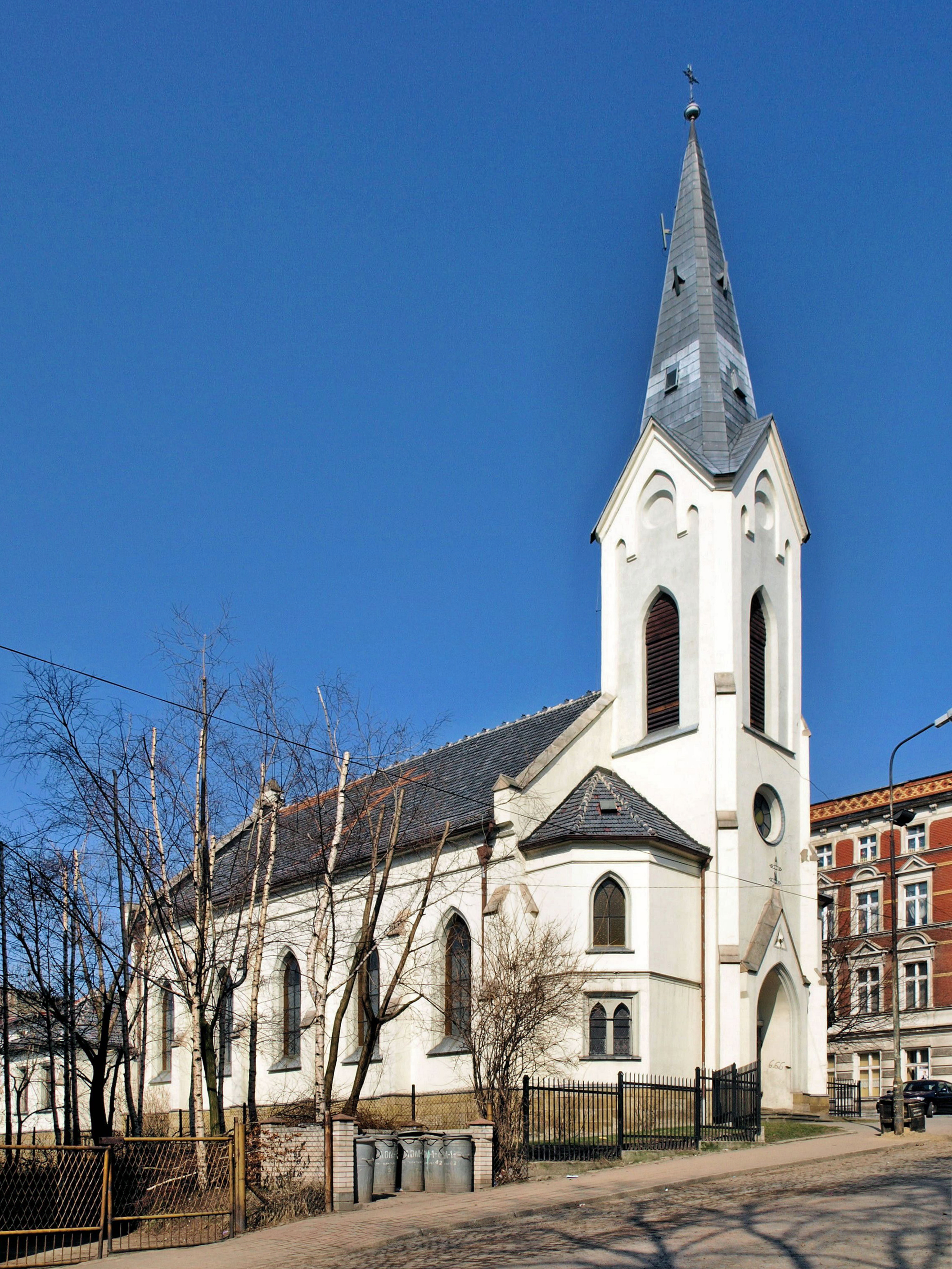
Polnische katholische Kirche

Gottesberg erhielt 1499 vom böhmischen König Wladislaw II.  Stadtrecht.
Um 1905 hatte Gottesberg eine evangelische, eine katholische und eine altkatholische Kirche, Steinkohlenbergbau, Porphyr-Steinbrüche, eine Bierbrauerei und Malzfabrikation. Auf dem nahen Porphyrkegel Bismarckhöhe stand ein Bismarckturm. Um die gleiche Zeit hatte Rothenbach Steinkohlenbergbau, Koksbrennerei und chemische Fabriken zur Gewinnung von Steinkohlenprodukten. In Gottesberg gab es um 1925 ein Amtsgericht, eine höhere Schule und eine bergmännische Berufsfachschule.
Im Jahr 1945 gehörten die Stadt Gottesberg und die Ortschaft Rothenbach zum Landkreis Waldenburg in der Provinz Niederschlesien.
Nach Ende des Zweiten Weltkriegs wurden die beiden Ortschaften Gottesberg und Rothenbach 1945 wie fast ganz Schlesien von der sowjetischen Besatzungsmacht unter polnische Verwaltung gestellt. Gottesberg erhielt den polnischen Namen Boguszów und die Großsiedlung Rothenbach den Namen Gorce. Die deutsche Bevölkerung wurde in der Folgezeit von der örtlichen polnischen Verwaltungsbehörde vertrieben. Die in den beiden Ortschaften neu angesiedelten Bewohner kamen zum Teil aus an die Sowjetunion gefallenen Gebieten östlich der Curzon-Linie.

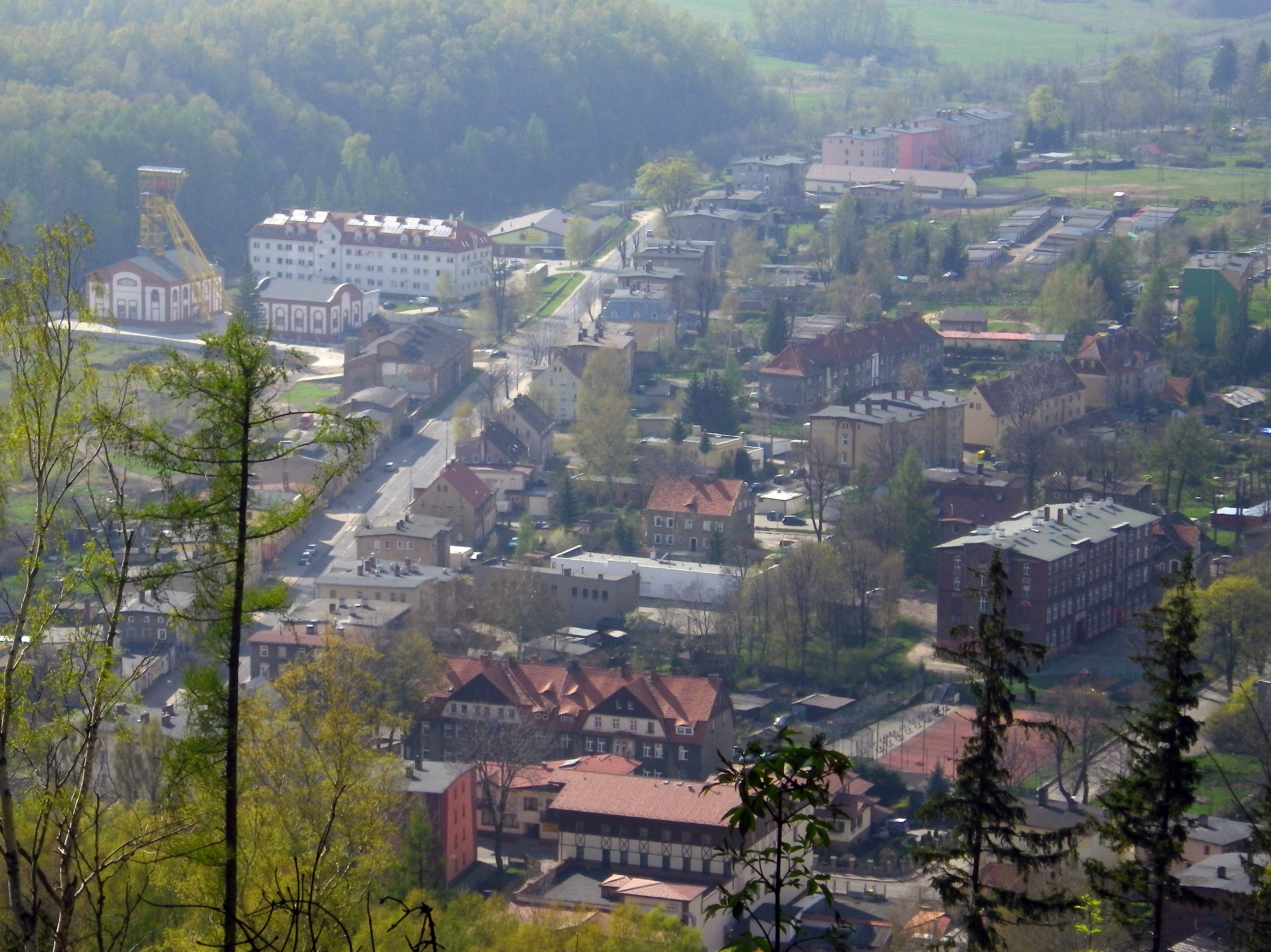
Zeche
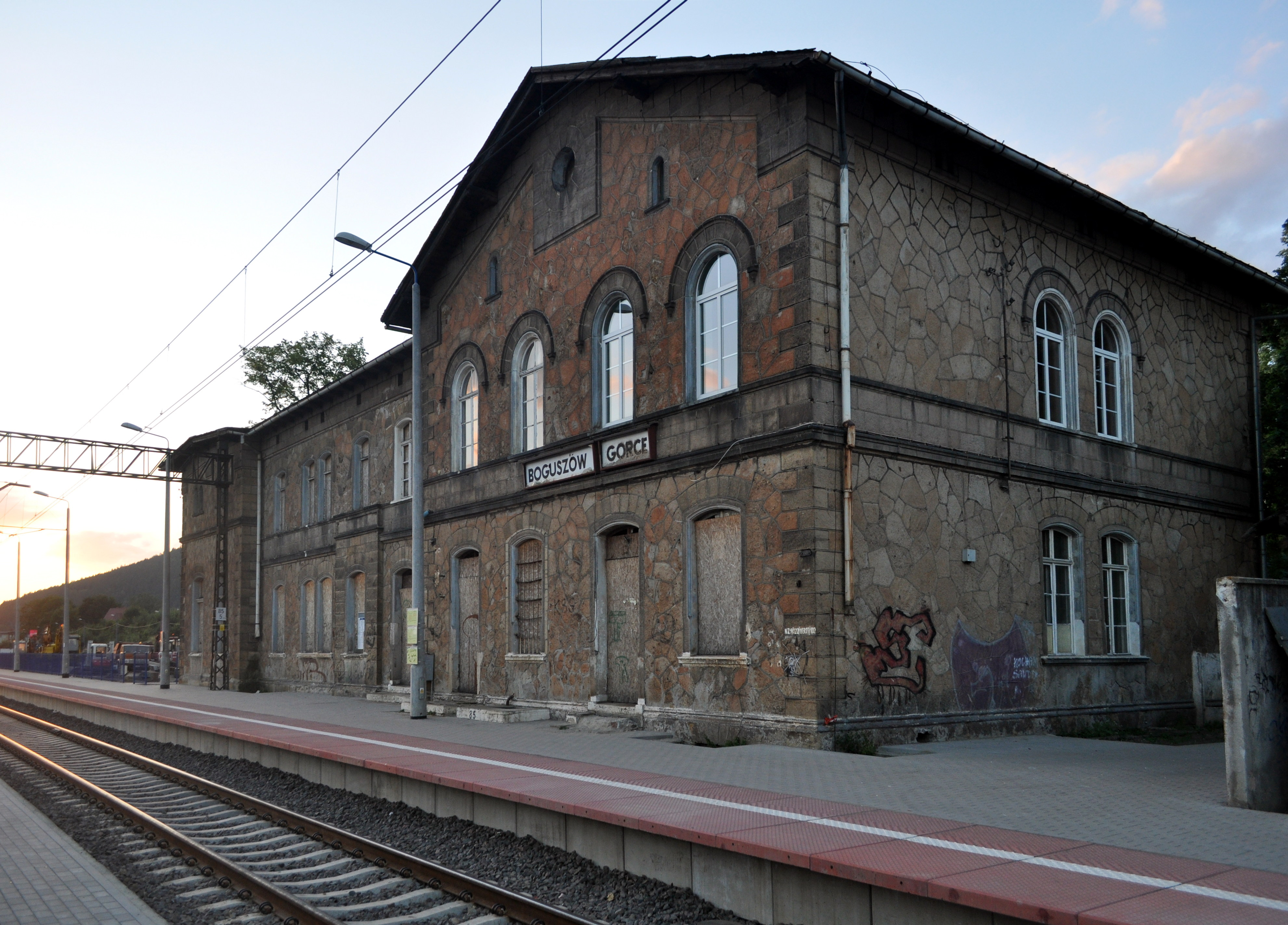
Hauptbahnhof
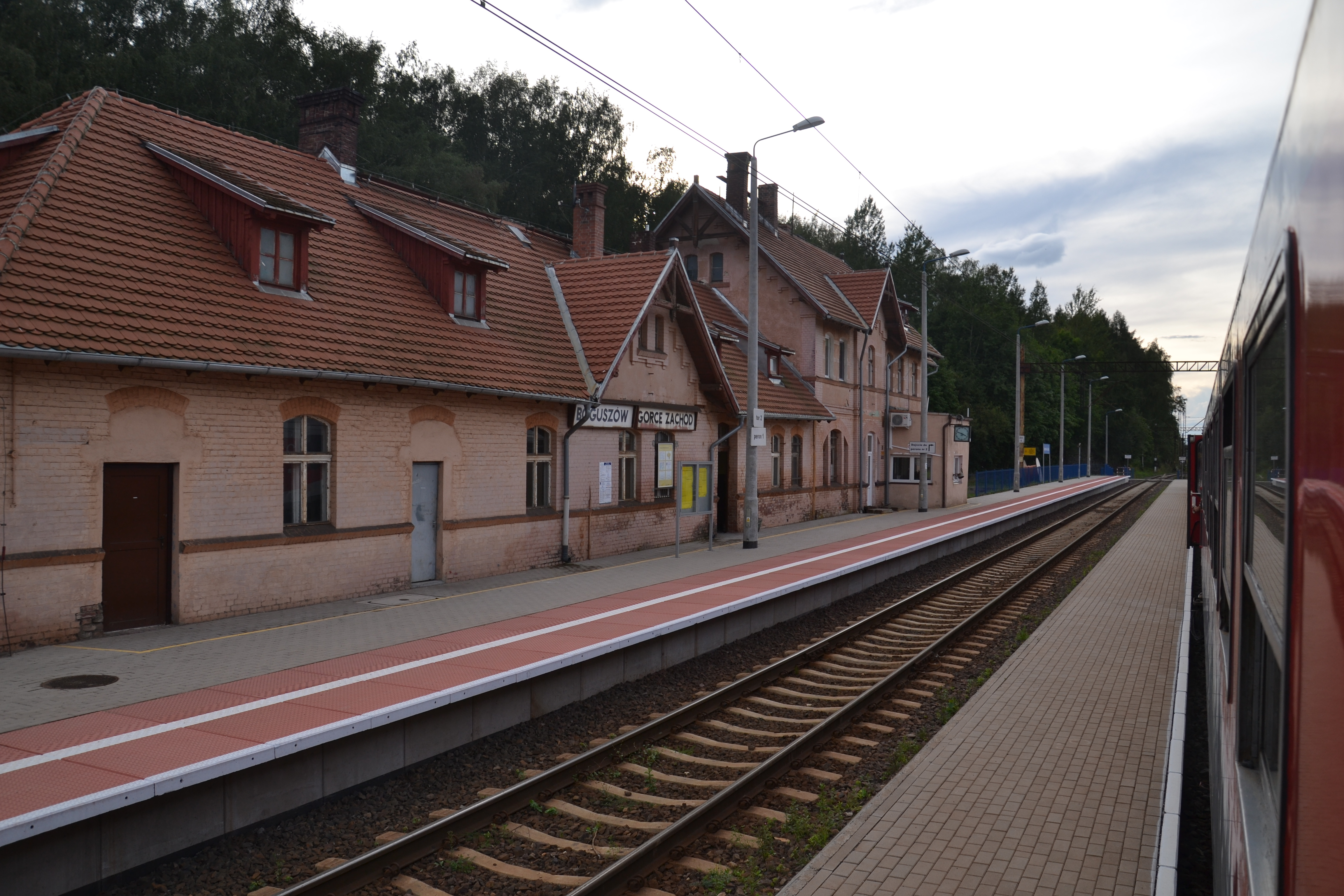
Westbahnhof

Von 1974 bis 1998 gehörte Boguszów-Gorce zur Woiwodschaft Wałbrzych. Bis Anfang der 1990er Jahre wurde im Gebiet von Boguszów-Gorce Steinkohle gefördert. Im Jahre 2012 betrug die Einwohnerzahl 16.494.

### Bevölkerungsentwicklung
in Gottesberg
| Jahr | Einwohner | Anmerkungen                                                                    |
| ---- | --------- | ------------------------------------------------------------------------------ |
| 1875 | 6.445     | [ 5 ]                                                                          |
| 1880 | 6.345     | [ 5 ]                                                                          |
| 1890 | 7.201     | davon 4.698 Evangelische, 2.460 Katholiken und 25 Juden                        |
| 1905 | 8.966     | meist Evangelische                                                             |
| 1925 | 10.758    | davon 6.412 Evangelische, 3.574 Katholiken, 178 sonstige Christen und 27 Juden |
| 1933 | 12.079    | davon 7.202 Evangelische, 3.631 Katholiken, 247 sonstige Christen und 14 Juden |
| 1939 | 11.011    | davon 6.592 Evangelische, 3.159 Katholiken, 356 sonstige Christen und 3 Juden  |

in Rothenbach
| Jahr | Einwohner | Anmerkungen |
| ---- | --------- | ----------- |
| 1905 | 4.268     | [ 4 ]       |
| 1933 | 5.074     | [ 6 ]       |
| 1939 | 4.535     | [ 6 ]       |

## Verkehr
Die Stadt liegt an der Woiwodschaftsstraße 367, die von Wałbrzych nach Kamienna Góra führt, und verfügt über zwei Haltepunkte an der Bahnstrecke Wałbrzych–Meziměstí.

## Gemeindegliederung
Die Stadtgemeinde Goguszów-Gorce setzt sich zusammen aus den Stadtteilen
- Boguszów (Gottesberg)
- Gorce (Rothenbach)

sowie den Ortsteilen
- Kuźnice Świdnickie (Fellhammer) und
- Stary Lesieniec (Altlässig)

## Städtepartnerschaften
- Geldrop, Niederlande, seit 1995
- Piennes, Frankreich, seit 1999
- Smiřice, Tschechien, seit 2000

## Söhne und Töchter der Stadt
- Friedrich-Wilhelm Schallwig (1902–1977), deutscher Politiker (NSDAP/BHE)
- Antoni Gralak (* 1955), Rock- und Jazztrompeter, Komponist und Musikproduzent